# Argonauta hians
De gevleugelde papiernautilus (Argonauta hians) is een soort in de taxonomische indeling van de inktvissen, een klasse dieren die tot de stam der weekdieren (Mollusca) behoort. De inktvis komt uit het geslacht Argonauta en behoort tot de familie Argonautidae. Argonauta hians werd in 1817 beschreven door Solander in Dillwyn. Hoewel de Nederlandse naam hint op een relatie met de Nautiloidae, behoren papiernautilussen tot de octopussen. Aristoteles suggereerde in 300 BC dat de papiernautilus haar schelp als bootje gebruikte an haar verbrede armen als zeil gebruikte. De dunne schelpen spoelden soms aan, maar de dieren werend weinig gezien. Dit leidde tot dergelijke verhalen.

## Ecologie
De inktvis komt enkel in zout water voor en is in staat om van kleur te veranderen. Hij beweegt zich voort door water in zijn mantel te pompen en het er via de sifon weer krachtig uit te persen. De inktvis is een carnivoor en zijn voedsel bestaat voornamelijk uit vis, krabben, kreeften en weekdieren die ze met de zuignappen op hun grijparmen vangen.

## Voortplanting
Alleen de vrouwtjes van de papiernautilussen maken schelpen aan. Deze maakt ze van calciet magnesium-carbonaat met haar twee armen waarin ze haar eieren afzet. Dit proces verschilt sterk van de manier waarop nautilussen aan hun schelp komen. Deze inktvissen worden met een schelp geboren die met het dier vergroeid is. De mannetjes zijn minstens zijn tien keer zo klein als de vrouwtjes.